# Ctenosia
Ctenosia is een geslacht van vlinders van de familie spinneruilen (Erebidae), uit de onderfamilie Arctiinae.

## Soorten
- C. albiceps Hampson, 1901
- C. infuscata Lower, 1902
- C. inornata Wileman
- C. nephelistis Hampson, 1918
- C. psectriphora (Distant, 1899)